# Collartomyia discaudata
Collartomyia discaudata är en tvåvingeart som beskrevs av Amakye 1995. Collartomyia discaudata ingår i släktet Collartomyia och familjen fjädermyggor.
Artens utbredningsområde är Ghana. Inga underarter finns listade i Catalogue of Life.